# Stefaniola ventriosa
Stefaniola ventriosa är en tvåvingeart som beskrevs av Möhn 1971. Stefaniola ventriosa ingår i släktet Stefaniola och familjen gallmyggor. Inga underarter finns listade i Catalogue of Life.